# Рене Муано
Рене Муано (народився 11 серпня 1887 року в Лізьє, Франція, і загинув 5 жовтня 1948 року в Брюсселі, Бельгія) — є одним із французьких піонерів авіації та винахідником різних галузей аеронавтики та машинобудування. рідин. Пілот та інженер в Бреге, він сконструював свій власний літак, Salmson-Moineau SM.1, у 1915 році, автор численних патентів, у тому числі насоса Муано, який все ще використовується в промисловості.